# Zale retrahens
Zale retrahens är en fjärilsart som beskrevs av Walker 1865. Zale retrahens ingår i släktet Zale och familjen nattflyn. Inga underarter finns listade i Catalogue of Life.